# Ad-Dana
Ad-Dana (arab. ‏الدانا‎) – miasto w Syrii, w muhafazie Idlib, w dystrykcie Harim, w poddystrykcie Ad-Dana. W 2004 roku liczyło 14 208 mieszkańców.